# Tillbaka till Aidensfield
Tillbaka till Aidensfield (brittisk originaltitel: Heartbeat) är en populär brittisk dramaserie som sänts oavbrutet i Storbritannien mellan 1992 och 2009 och återupptogs under år 2010.
Serien hade premiär i Sverige hösten 1995 på Kanal 5 där de första tre säsongerna sändes under den engelska originaltiteln Heartbeat för att sedan år 2000 sändas på TV4. Handlingen kretsar kring den fiktiva sömniga lilla brittiska byn Aidensfield som ligger på North Yorkshires gröna hedar, och människorna som lever i byn.

## Handling
Serien började med att den unge polismannen Nick Rowan och hans hustru, läkaren Kate, flyttade till byn efter att ha bott i London. Nick Rowan hade fått tjänsten som poliskonstapel i byn, och Kate fick en deltidsanställning hos den gamle bydoktorn. I byn får de träffa de färgstarka byborna: Doktor Alex Ferrenby, pubägaren George Ward, den lokala bråkmakaren Alan Maskell, den surmulne, hetlevrade och sarkastiske polischefen Oscar Blaketon (Derek Fowlds) och de andra poliserna som arbetar på stationen, Phil Bellamy (Mark Jordon) och Alf Ventress (William Simons). Polisstationen ligger i det närliggande samhället Ashfordly, men deras distrikt inkluderar byn Aidensfield. Serien utspelar sig under 1960-talet.
Polisen jagar ständigt den halvkriminelle affärsmannen Claude Greengrass (Bill Maynard) som sysslar med allt från tjuvfiske till fuskbyggda lampor. Under 2000 års säsong drabbades Bill Maynard av slaganfall och därför var man tvungen att skriva ut Greengrass ur serien. Förklaringen var att Greengrass flyttat till sin syster i Västindien som vunnit en del pengar och ville dela med sig. Bill Maynard tillfrisknade dock rätt så fort från sitt slaganfall och 2003 fick han rollen som Claude Greengrass i serien The Royal, en spinoff på Tillbaka till Aidensfield. Greengrass rollfigur ersattes år 2000 av den lika halvkriminelle Vernon Scripps (spelad av Geoffrey Hughes, känd som Onslow i Skenet bedrar) och då denna rollfigur flyttade till Spanien 2005 ersattes han av Peggy Armstrong (Gwen Taylor).
Den 28 januari 2009 beslutades det att inspelningen skulle ta en paus på obestämt tid. De sista avsnittet spelades in i maj 2009. Den 25 juni 2010 meddelade produktionsbolaget ITV som producerar och sänder "Tillbaka till Aidensfield" att serien kommer att läggas ned efter hela arton år i TV-rutan. Beslutet beror på att bolaget vill satsa på nya program och serier, och att historien om byborna i Aidensfield nu känns färdigberättad, trots att det sista avsnittet slutade med en riktig cliffhanger. Därmed har "Tillbaka till Aidensfield" gått i hela 372 avsnitt och slagit ut den amerikanska såpan "Dallas" som gick i 357 avsnitt. "Tillbaka till Aidensfield" är en av de längsta TV-serierna med ett avsnitt i veckan i England ("Hem till gården" och "Coronation Street" sänds fem dagar i veckan och räknas därför inte med i prime time-genren och en av världens längsta veckoserier. Det sista avsnittet spelades in i maj 2009. Serien är till stor del inspelad i byn Goathland och staden Whitby i North Yorkshire.
Det har förekommit många gästskådespelare i serien. Bland andra Roland Gift, från Fine Young Cannibals, Alan Price, från The Animals och sångerskan Lulu. Daniel Craig, senaste James Bond, har också dykt upp i ett avsnitt. Twiggy, mannekängen och skådespelerskan, från, Freddie Garrity från Freddie and the Dreamers, David McCallum från bland annat Mannen från UNCLE, Julie T. Wallace från En hondjävuls liv och lustar, John Nettles, från Morden i Midsomer, Murray Head, känd från musikalen Chess och hitlåten One night in Bangkok och Jesus Christ Superstar var Ginas konstlärare och pojkvän Jack Hollins en period i serien.
Några fasta skådespelare från senare delen av serien har varit med tidigare i andra roller, bland andra John Duttine, inspektör Miller i slutet på serien, var antikärnvapendemonstrant i ett tidigt avsnitt. Vanessa Hehir, Rosie Cartwright, var snattande ungdomsbrottsling tidigare.
Svenske regissören Jonas Grimås har regisserat flera avsnitt.
Fram till 24 december 2009 har 372 avsnitt och 18 säsonger producerats.
Låten som spelas i Tillbaka till Aidensfield heter Heartbeat. Den framförs i serien av Nick Berry och har även spelats av bland andra Buddy Holly.

## Roller (i urval)
| Skådespelare      | Roll                       | År              |
| ----------------- | -------------------------- | --------------- |
| Nick Berry        | Nick Rowan                 | 1992–1998       |
| Niamh Cusack      | Kate Rowan                 | 1992-1995       |
| Derek Fowlds      | Oscar Blaketon             | 1992–2010       |
| William Simons    | Alf Ventress               | 1992–2010       |
| Bill Maynard      | Claude Jeremiah Greengrass | 1992-2000       |
| Mark Jordon       | Philip Bellamy             | 1992–2007       |
| Stuart Golland    | George Ward                | 1992–1996       |
| Frank Middlemass  | Alex Ferrenby              | 1992–1993       |
| Tricia Penrose    | Gina Ward                  | 1993–2010       |
| David Lonsdale    | David Stockwell            | 1993, 1995–2010 |
| Anne Stallybrass  | Eileen Reynolds            | 1993, 1995–1998 |
| Kazia Pelka       | Maggie Bolton              | 1995–2001       |
| Peter Benson      | Bernie Scripps             | 1995–2010       |
| Jason Durr        | Mike Bradley               | 1997–2003       |
| Philip Franks     | Raymond Craddock           | 1998–2002       |
| Fiona Dolman      | Jackie Lambert             | 1998–2001       |
| Clare Calbraith   | Tricia Sommerbee           | 2001–2002       |
| Geoffrey Hughes   | Vernon Scripps             | 2001–2005, 2007 |
| Aislín McGuckin   | Liz Merrick                | 2003–2004       |
| Jonathan Kerrigan | Rob Walker                 | 2004–2007       |
| Vanessa Hehir     | Rosie Cartwright           | 2004–2007       |
| Steven Blakeley   | Geoffrey Younger           | 2005–2010       |
| Gwen Taylor       | Peggy Armstrong            | 2005–2010       |
| Clare Wille       | Rachel Dawson              | 2006–2010       |
| Joseph McFadden   | Joe Mason                  | 2007–2010       |

Återkommande karaktärer
| Skådespelare      | Roll                       | År              |
| ----------------- | -------------------------- | --------------- |
| Rupert Vansittart | Lord Ashfordly             | 1992–2010       |
| Simon Molloy      | Detective Inspector Shiner | 1992, 1997–2006 |
| Elizabeth Bennett | Joyce Jowett               | 1996–2009       |
| Keeley Forsyth    | Sue Driscoll               | 1998–2000       |
| Georgie Glen      | Jennifer Nokes             | 2000–2010       |
| Barbara Bolton    | Mrs Kellett                | 2001–2005       |

### Aidensfields närpoliser
- Nick Berry som poliskonstapel Nicholas "Nick" Rowan, senare inspektör (1992–1998). Nicholas Rowan flyttar till den sömniga lilla brittiska byn Aidensfield mitt bland Yorkshires gröna hedar i seriens allra första avsnitt tillsammans med sin hustru Dr Kate Rowan för att börja ett nytt liv. Nick var en mycket bra polis som inte gjorde någon skillnad mellan människor på grund av deras status eller bakgrund, och blev snabbt omtyckt av byborna i Aidensfield. Nick och Kate var lyckligt gifta och upplevde en hel del under sin tid tillsammans i den färgstarka byn. Efter ett tag upptäckte Kate att hon var gravid och båda blev överlyckliga, men snart visade det sig att Kate led av obotlig leukemi men födde ändå sitt barn, en liten dotter. Kate avled tragiskt nog bara några månader senare, vilket chockade många tittare och fans av serien, och Nick lämnades förkrossad. Nick valde dock att döpa sin lilla dotter till Katie efter hennes mamma. Slutligen träffade Nick lärarinnan Joanne Weston, som han inledde en kärleksrelation med och gifte sig med. Nick tog över som polisinspektör på Ashfordlys polisstation efter Oscar Blaketon när denne pensionerats efter en hjärtattack, men Nick tyckte inte om sitt jobb och tackade istället ja till ett jobb hos kanadensiska bergspolisen. Nick, Jo och Katie lämnade Aidensfield för att börja ett nytt liv tillsammans i Kanada. En långfilm om Jo, Katie och Nicks liv i Kanada spelades in 1998 och heter "Heartbeat II: Changing Places".

- Jason Durr som poliskonstapel Michael Dunstan "Mike" Bradley, senare kriminalassistent (1997–2003). En tuff, hårdbarkad och oförvitlig Londonpolis som anländer till Aidensfield för att ersätta Nick Rowan som bypolis då denne befordras till polisinspektör. Mike förvandlades ofta till en ofrivillig actionhjälte, då han till exempel slogs mot beväpnade skurkar, eller räddade överlevande från rasade gruvor. Precis som sin föregångare Nick Rowan hade han arbetat för Metropolitan Police i London, där han jobbat som infiltratör i olika knarkligor. Mike råkade bli avslöjad i en av ligorna och jagades av ledaren som hittade honom och tänkte döda honom, men Mike blev räddad då poliskonstapel Bellamy sköt ner ligaledaren. Mike blev speciellt populär bland kvinnorna, och hade många romanser. Kort efter att ha anlänt inledde han en kärleksrelation med Gina Ward, men träffade sedan advokaten Jackie Lambert som han gifte sig med. De skiljde sig dock efter Jackies otrohet och Mike inledde en relation med Dr Tricia Summerbee. Mike och Tricia skulle försöka starta ett liv ihop då hon tragiskt nog föll av en häst och dog, vilket Mike tog väldigt hårt. Han blev senare befordrad till kriminalassistent och flyttade tillbaks till London för att börja om sitt liv.

- James Carlton som poliskonstapel Stephen Andrew "Steve" Crane (2002–2004). En färsk och karriärhungrig ung polisman som anländer till Aidensfield i den tolfte säsongen. När Mike Bradley befordras till kriminalassistent blir Steve utnämnd till ny bypolis för Aidensfield och blir genast mycket omtyckt. Under en utredning om en försvunnen sexårig flicka upptäcker Steve att det är flickans egen far som är kidnapparen, och konfronterar honom uppe på en hög bro ovanför en stenig flod. Efter ett kort slagsmål faller Steve av bron men lyckas klänga sig fast i några linor. Trots de andra polisernas desperata försök att rädda honom tappar Steve taget och faller mot sin egen död. Hela byn chockades svårt av Steves död.

- Jonathan Kerrigan som poliskonstapel Robert James "Rob" Walker (2004–2007). En stilig, hårt arbetande och skicklig polisman som inte låter någon bryta mot lagen. Rob förvandlas ibland till en mer frivillig actionhjälte som slåss mot skurkar och räddar oskyldiga. Rob Walker föddes och växte upp i Aidensfield, och hans ilska över grova brott kan bero på att hans egen far Kenneth Walker var med och genomförde ett väpnat bankrån när Rob bara var en liten pojke. Kenneth greps av polisinspektör Oscar Blaketon och hamnade i fängelse och en tid senare dog Robs mamma i cancer. Rob fick då bo hos sina farföräldrar, tills han valde att bli polis och fick sedan jobb i Aidensfield. Rob inleder en passionerad kärleksaffär med den några år äldre Dr Helen Trent. Slutligen bestämmer de sig för att satsa på varandra och gifter sig, men deras lycka varar inte länge. I slutet av femtonde säsongen dör Helen i en sprängladdning som detonerar i polishuset, ditplacerad av en mentalt störd skolpojke. Rob lämnades förkrossad ensam kvar och sörjde Helen en lång tid. I sextonde säsongen inledde han en kärleksrelation med den vackra distriktssköterskan Carol Cassidy, och när Rob klarade sina inspektörsprov och blev erbjuden en plats som polisinspektör i Skottland bad han Carol följa med honom men Carol avböjde när hon insåg att han aldrig skulle glömma Helen. En hjärtekrossad Rob lämnade Aidensfield på sin motorcykel mot ett nytt, väntande liv.

- Joseph McFadden som poliskonstapel Joe Mason (2007–2010).

### Ashfordlys polisinspektörer
- Derek Fowlds som polisinspektör Oscar Blaketon, numera pubägare (1992–2010). Oscar Blaketon är en polis av gamla skolan och har inte mycket till övers för det nya "Swinging Sixties". Blaketon följer reglerna till punkt och pricka och plågar ofta konstaplarna i Ashfordly, speciellt Alf Ventress som gillar att äta och röka på stationen, något som Blaketon avskyr. Blaketon är ständigt på jakt efter att sätta Claude Grengrass i fängelse och Grengrass gör allt för att komma undan och förnedra Blaketon, något som kan beskrivas som en slags fiendevänskap. Blaketon noteras för sin sarkasm och sina ironiska kommentarer. Blaketon har en son, Graham, som han inte träffar så ofta sedan han skilde sig från hans mor då sonen var tre år. I säsong 7 får Blaketon en hjärtattack då han jagar två rånare som tagit Greengrass och Gina som gisslan och tvingas att gå i pension, han tar därefter över Aidensfields postkontor. I den nionde säsongen köper Blaketon puben av Lord Ashfordly och driver den sedan tillsammans med Gina. Sedan dess har Blaketon drivit puben tillsammans med George Wards brorsdotter Gina Ward. Han arbetar även som kommunalpolitiker, ordförande i olika föreningar och rycker då och då in som privatdetektiv, ofta tillsammans med Alf Ventress. I slutet av den trettonde säsongen drabbades Oscar Blaketon av en andra hjärtattack då han och Alf jagade en pappa som kidnappat sin egen dotter, men Oscar överlevde. I seriens allra sista avsnitt "Sweet Sorrow" utreder Oscar och Alf ett fall om en man med minnesförlust, som resulterar i att Oscar under ett slagsmål träffas av en högaffel i ryggen och hamnar på sjukhus. Oscar är medvetslös och utgången är oviss.

- Philip Franks som polisinspektör Raymond Craddock, numera befordrad (1998–2002). Raymond Craddock, en hederlig och ärlig men pompös och sarkastisk polis som anländer i slutet av den sjunde säsongen för att ersätta Nick Rowan som polisinspektör på Ashfordlys polisstation. En väldigt ensam man som blev lämnad av sin hustru Penny i den åttonde säsongen. Därefter får han besök av sin mor som är deckarförfattare och hjälper polisen i flera svåra kriminalfall. Craddock gillar att plåga sina poliser precis som Oscar Blaketon. Penny återvänder till Aidensfield i den elfte säsongen och de bestämmer sig för att försöka på nytt. Samtidigt blir Craddock befordrad och lämnar serien tillsammans med sin hustru för att börja ett nytt liv.

- Duncan Bell som polisinspektör Dennis Ian Merton (2002–2004). En hederlig, rakryggad skotte som anländer till Aidensfield för att ta över som polisinspektör efter den befordrade Raymond Craddock. Merton hade tidigare arbetat på CID:s hemliga polis, men blivit förflyttad till Ashfordly efter ett slagsmål med en kollega. Hans hetlevrade temperament visar sig bli ett problem för honom många gånger. Merton blir förälskad i den många år yngre farmaceuten Jenny Latimer som han inleder ett kärleksförhållande med och de gifter sig i den trettonde säsongen. Tyvärr blir lyckan kortvarig, Jenny lägger sig i Dennis jobb alltför mycket vilket sliter på deras äktenskap, och när Jenny får ett nervsammanbrott och blir intagen på mentalsjukhus i den fjortonde säsongen väljer Merton att säga upp sig och bosätta sig i närheten av sjukhuset för att kunna vara nära sin hustru.

- John Duttine som polisinspektör George Miller (2005–2010). Burdus polisinspektör som var inspektör i York innan han blev det i Ashfordly, men bor fortfarande kvar i York. Miller är gift och har bland annat en dotter som greps i samband med en antikrigsdemonstration och en annan dotter som en gång blev kidnappad av ett beväpnat gäng.

### Ashfordlys poliskonstaplar
- William Simons som poliskonstapel Alf Ventress (1992–2010). Ashfordlys äldsta poliskonstapel med en oslagbar lokalkännedom. Sitter ofta på kontoret och röker, läser tidningen eller äter, någonting som inte uppskattas av inspektörerna, Blaketon i synnerhet. I serien framgår det att Ventress gjort proven för att bli inspektör ett flertal gånger, något han aldrig lyckats med till Blaketons stora förtret då det enligt honom är enda sättet att bli av med honom. Alf är gift med Mrs. Ventress och har en dotter som bor i Cardiff och jobbar som sjuksköterska. Frun har aldrig synts i bild men har många gånger ringt till stationen och att prata med Mrs. Ventress är något som de yngre konstaplarna fruktar, och Alf med för den delen. Alf gick i pension i säsong 13, men återvände till stationen en kort tid senare för att jobba som civil administratör. Efter att inspektör Blaketon pensionerades har han och Alf blivit goda vänner och de extraknäcker ibland som privatdetektiver.

- Mark Jordon som poliskonstapel Philip "Phil" Montgomery Bellamy (1992–2007). Vänlig, humoristisk och något naiv polisman i Ashfordly. Hade ett tag problem med att hitta en bostad och fick en tid bo hos sin farmor och sedan hos polisen i Aidensfield. Phil är förälskad i Gina Ward som han så småningom blev tillsammans med och förlovade sig med. Phil slutade då som polis och började som säljare av tvåglasfönster, men Gina bröt senare förlovningen. Efter några år blev de ett par igen och fick då en son, Daniel, som dessvärre dog efter en dag. Kort efter hans död gick de åter skilda vägar. Phil blev senare bekant med Debbie Black, en änka med tre barn som han gifte sig med ganska snabbt. Senare visar det sig att hon inte var änka utan att hennes man bara hade lämnat henne, och Debbie lämnar en förkrossad Phil för att flytta till sin man i Sydafrika. Senare blir Phil tillsammans med Gina igen och de gifter sig. Under ett ingripande blir Phil skjuten till döds av en man som försökte kidnappa sin son och han dör i armarna på Joe Mason. Kort efter Phils död upptäcker Gina att hon väntar barn. Hon föder senare en son som döps till Philip.

- Ryan Early som Thomas "Tom" Nicholson (2001).

- Steven Blakeley som Geoffrey "Geoff" Younger (2005–2010).

- Clare Wille som Detective Sgt Rachel Dawson (2006–2010).

- Rupert Ward-Lewis som Don Wetherby (2008–2010).

### Aidensfields läkare och annan sjukvårdspersonal

#### Läkare
- Frank Middlemass som Dr Alexander "Alex" Ferrenby (1992–1993). En traditionsenlig, gammal, godhjärtad landsbygdsdoktor som följer sina gamla traditioner när han besöker patienter. I den första säsongen lovar han Kate en deltidsanställning på mottagningen, men Ferrenby inser att byborna aldrig skulle acceptera en kvinnlig doktor. När Ferrenby blir allvarligt skadad i mitten av första säsongen väljer han att ge Kate deltidsanställningen och de har sedan hand om mottagningen tillsammans. Ferrenby har alltid sett Kate som sin egen dotter och de har ett far-dotter-förhållande eftersom Ferrenby aldrig fick några barn och Kate aldrig såg mycket av sin egen far. I den tredje säsongen är Alex Ferrenby ombord på tåget som kraschar i Aidensfield och han blir allvarligt skadad, främst psykiskt, och drabbas av minnesförlust och förvirring. Någon tid senare reser han iväg på fiskesemester, men drabbas av hjärnblödning orsakad av tågkraschen, faller i sjön och drunknar. Hela byn chockades svårt efter hans död, främst Kate som såg honom som sin far.

- Niamh Cusack som Dr Kate Rowan (1992–1995).

- David Michaels som Dr Neil Bolton (1998–1999).

#### Annan sjukvårdspersonal
- Kazia Pelka som distriktssköterskan Maggie Bolton (1995–2001).

### Personal på Aidensfield Arms
- Stuart Golland som George Ward (1992–1996). En vänlig och eftertänksam man som äger och driver den lokala idylliska puben samt hotellet The Aidensfield Arms, som har ägts och drivits av familjen Ward i flera generationer. George var dessutom en betydelsefull person i Aidensfield, inte bara som ägare av det stora turistmålet utan även med flera uppdrag inom kommunen. I första säsongen drabbades George av hjärtproblem vilket resulterade i att han kraschade med sin bil rakt in i en vägskylt. George var väldigt orolig över att han inte skulle kunna klara av sitt arbete, men när hans unga brorsdotter Gina Ward anlände till byn för att bo hos honom och även arbeta som bartender blev arbetsbördan mindre. George och Gina drev sedan puben tillsammans. George är god vän med Claude Jeremiah Greengrass, trots att de ibland kan bli ovänner på grund av Greengrass olika skumraskaffärer. George köper dock fasaner av Greengrass, som denne tjuvjagar inne på Lord Ashfordlys marker, eftersom Greengrass har lägre priser än matleverantörerna. George blev smått förälskad i Nicholas Rowans mamma Ruby när hon anlände till byn i säsong fem, men hade även känslor för Kate Rowans faster Eileen Reynolds. I slutet av säsong sex lämnade George Aidensfield på grund av allvarliga hälsoproblem och bosatte sig hos sin syster i Sidmouth och lät därmed Gina överta puben alldeles själv. I premiäravsnittet av den åttonde säsongen återvänder Gina hem till Aidensfield efter att ha varit på Georges begravning i Sidmouth, och George hedras samma kväll av byborna genom en minnesceremoni på puben.

- Tricia Penrose som Georgina "Gina" Ward (1993–2010). Anlände från Liverpool under andra säsongen för att bo hos sin farbror George för att hon hamnat i dåligt sällskap. Hon övertog puben när hennes farbror avled. Hon hade ett förhållande med en man vid namn Andy Ryan som hjälpte henne på puben, men han visade sig vara gift och hade barn. Senare blev hon tillsammans med polisen Phil Bellamy som hon förlovade sig med i säsong tio. Men efter ett tag bröt hon förlovningen. I säsong 13 blev de åter ett par och Gina födde sonen Daniel, som avled endast en dag gammal. Efter sonens död gick Gina och Phil skilda vägar. Efter att ha börjat en konstkurs inledde hon ett långvarigt förhållande med konstläraren Jack Hollins. Men de bröt så småningom upp då han flyttade till London. Slutligen i säsong 16 gifte Gina sig med Phil men äktenskapet blev kort då han blev skjuten till döds vid ett ingripande. Efter Phils död fick hon reda på att hon var med barn och födde senare sonen Philip.

- Arbel Jones som Mary Clarke (1998–1999). Faster till Gina som anländer till byn kort efter sin bror Georges död, och hjälper Gina att driva puben. Hon flyttar senare tillbaka till Sidmouth för att driva ett hotell.

- Nikki Sanderson som Dawn Bellamy (2008–2010). Brorsdotter till Phil Bellamy som kom för att bo hos sin faster Gina för att komma bort från dåligt sällskap i Manchester. Livlig och ibland lite snurrig som sällan tänker på vad hon säger.

### Aidensfields lurendrejare
- Bill Maynard som Claude Jeremiah Greengrass (1992–2000). Aidensfields lurendrejare som alltid hamnar i trubbel hos polisen som han inte har stor tilltro till, och i synnerhet Oscar Blaketon. Men Greengrass har stor respekt för Nick Rowan som ofta låter honom komma undan med en varning. Ständig tjuvjägare på lord Ashfordlys marker. Greengrass är vän med Bernie Scripps och David Stockwell som ofta dras med i hans nya projekt att tjäna pengar, vilket alltid misslyckas. Han har en hund vid namn Alfred som är hans ständige följeslagare. I ett avsnitt kom det fram att han inte hade betalat inkomstskatt på tolv år. Skådespelaren Bill Maynard lämnade serien år 2000 på grund av en stroke. Greengrass försvinnande ur serien förklarades med att han hade åkt till sin syster i västindien som ville dela med sig av en stor vinst. Så småningom beslöt Greengrass sig för att stanna kvar för gott och sålde sitt hus till Vernon Scripps. Maynard tillfrisknade dock rätt fort från sin stroke och 2003 återkom han i rollen som Claude Greengrass i första säsongen av serien The Royal, en spinoff på Tillbaka till Aidensfield. I The Royal återvände Greengrass från Västindien och lades in på sjukhuset för malaria. Senare blev han där uppsökt av sin dotter som han aldrig träffat och beslöt sig för att flytta hem till henne och hennes familj.

- Geoffrey Hughes som Vernon Scripps (2001–2005, 2007). Girig med godhjärtad affärsman som för det mesta gör misslyckade affärer. Dök upp under den tionde säsongen. Halvbror med Bernie Scripps. Köpte Greengrass hus sedan han flyttat till Västindien. Vernon startade en taxifirma tillsammans med David Stockwell som han blev god vän med. En tid blev Vernon ekonomiskt oberoende då han sålde flera tavlor och köpte sig då en Bentley och ett mindre gods. Men efter ett tag förlorade han allt då han satsade sina pengar i en oljetanker som senare sjönk. Vernon arrangerade sitt självmord i säsong 14 och flyttade till Spanien när en skattekontrollant var efter honom. Senare dök han upp i Aidensfield då hans syster hade dött i hopp om att han skulle få ärva, men blev påkommen av polisen. Vernon återvände till Spanien för att öppna en pub.

- Gwen Taylor som Peggy Armstrong (2005–2010). Moster till David Stockwell som flyttar in hos honom under säsong 14. Liksom Greengrass ständig tjuvjägare på lord Ashfordlys marker. Försöker tjäna pengar på det mesta men misslyckas nästan alltid. Hon trodde en gång att hon var kusin med lord Ashfordly då det stod på hennes födelsebevis att hennes far var en Ashfordly, men det visade sig att hennes far ljög om sitt namn. Peggy har en hund, Deefor, som hon skaffade i säsong 15.

### Personal på Aidensfields garage
- Peter Benson som Bernard "Bernie" Scripps (1995–2010). Driver Aidensfields bilverkstad och begravningsbyrå i ett. Dök upp i den femte säsongen. Lågmäld och vänlig person som försöker komma undan från Greengrass, och senare sin halvbror Vernons alla upptåg som han för det mesta blir indragen i. I säsong 18 fick Bernie reda på att han hade en dotter som hade blivit bortadopterad vid födseln. Han sökte upp och träffade henne men berättade inte att han var hennes far då hon inte visste om att hon var adopterad. Bernie är ett stort fan av Judy Garland.

- David Lonsdale som David Stockwell (1993, 1995–2010). Klumpig, något trög och lättledd, men en snäll och hjälpsam person. Dök upp under andra säsongen som gästkaraktär då han bodde ensam med sin mor i ett hus utan elektricitet och rinnande vatten, han fick då ett jobb och de flyttade till ett modernare hus. David började senare att "jobba" för Claude Greengrass i hans olika projekt och när Greengrass reste till Västindien tog David hand om hans hus och hans hund Alfred. Och när Vernon Scripps köpte Greengrass hus bodde David kvar hos honom och de startade en taxifirma. David hjälper även till hos Bernie i garaget. När Vernon arrangerade sitt självmord fick David ärva huset och taxifirman. David fick i säsong 14 en inneboende, nämligen sin moster Peggy som liksom Greengrass och Vernon drar in honom i sina projekt för att tjäna snabba pengar. David var mycket fäst vid Greengrass hund Alfred, och när denne dog blev han väldigt upprörd, men Peggy skaffade sedan en ny hund, Deefor, som han också blev mycket fäst vid. När Gina födde sin son Philip blev David hans gudfar.